# Hugo Egmont Hørring
Hugo Egmont Hørring (17 agosto 1842 – 13 febbraio 1909) è stato un politico danese, esponente del partito conservatore (Højre) e Presidente del Consiglio della Danimarca dal 23 maggio 1897 al 27 aprile 1900.